# Конституционная партия (США)
Конституционная партия (англ. The Constitution Party) — политическая партия США. Основана Говардом Филлипсом в 1991 году, до 1999 года носила название Партия налогоплательщиков США. С 2 мая 2020 года лидером партии является Джим Клаймер, до него был Фрэнк Флакиджер.
По данным бюллетеня Ballot Access News Конституционная партия долгое время занимала третье место среди всех национальных политических партий США, но в последние восемь лет её численность сильно упала. В феврале 2012 года её сторонниками зарегистрировались 77 916 избирателей (0,08 % из числа зарегистрированных избирателей), в то время как в октябре 2008 года её сторонниками числились 438 222 американца (0,44 %). В основном, конституционалистов поддерживают в штате Невада, где её сторонниками числится 56 тысяч человек. Наибольшего успеха на выборах конституционалисты добились на выборах президента в 2008 году, когда их кандидат Чак Болдуин собрал 199 750 голосов (0,15 %).

## Идеология
Придерживается правых взглядов, основанных на идеологии «палеоконсерватизма» — консервативных идей отцов-основателей Америки, нормам Конституции и религиозным принципам Библии. В вопросах экономики близки к республиканцам и либертарианцам, при этом выступают за ряд ограничений прав граждан:
- против абортов и эвтаназии;
- против легализации всех видов наркотиков;
- против «ЛГБТ-пропаганды» несовершеннолетним;
- против однополых браков;
- за мораторий легальной иммиграции и введении жёстких мер против нелегальной;
- за отстранение Конгресса США от вопросов образования и здравоохранения;
- за беспрепятственное ношение огнестрельного оружия;
- за экономическую и политическую изоляцию США, выход из международных договоров, в том числе соглашений организаций НАФТА, ГАТТ и ВТО.

## Участие в президентских выборах
| Год  | Кандидат в президенты | Кандидат в вице-президенты | Штаты | Получено голосов | увеличения/уменьшения % | голосов в % | Выборщики |
| ---- | --------------------- | -------------------------- | ----- | ---------------- | ----------------------- | ----------- | --------- |
| 1992 | Говард Филлипс        | Элбион Найт                | 21    | 43 369           | ▬                       | 0,04        | 0 из 538  |
| 1996 | Говард Филлипс        | Херберт Тайтус             | 38    | 182 820          | ▲ 326,2                 | 0,19        | 0 из 538  |
| 2000 | Говард Филлипс        | Кёртис Фрейзер             | 41    | 98 020           | ▼ 47,0                  | 0,09        | 0 из 538  |
| 2004 | Майкл Перутка         | Чак Болдуин                | 36    | 143 630          | ▲ 46,5                  | 0,12        | 0 из 538  |
| 2008 | Чак Болдуин*          | Даррел Касл                | 37    | 199 750          | ▲ 39,1                  | 0,15        | 0 из 538  |
| 2012 | Вирджил Гуд           | Джим Клаймер               | 26    | 122 388          | ▼ 38,7                  | 0,09        | 0 из 538  |
| 2016 | Даррелл Касл          | Скотт Бредли               | 27    | 172 570          | ▲ 54,5                  | 0,10        | 0 из 538  |
| 2020 | Дон Бланкеншип        | Уильям Мор                 | ?     | 60 023           | ▼ 65,2                  | 0,04        | 0 из 538  |

- Конституционная партия Монтаны выдвинула в штате не Болдуина, а Рона Пола